# ФК Борац (Баня Лука)
ФК „Борац“ е футболен клуб в град Баня Лука, Република Сръбска, Босна и Херцеговина.
Отборът се състезава на най-високото ниво на клубния футбол в Босна и Херцеговина. Играе домакинските си мачове на Градския стадион, който разполага с капацитет от 9700 седящи места.

## История
Основан е на 4 юли 1926 г. През 1928 г. печели Градското първенство на Сараево, което е и първи трофей в историята на отбора. Дълги години Борац играе в Трета лига на Югославия, като през 1953 г. печели промоция за Втора дивизия. През 1962 г. тимът за първи път участва във Висшата лига на страната. Година след това обаче отново изпада.
След близо десетилетие във Втора лига Борац отново печели промоция за Висшата дивизия през 1970 г. През 1974 г. достига финала за Купата на Югославия, където губи от Хайдук (Сплит). Като финалист Борац обаче печели право да се състезава в КНК. В първия си европейски двубой тимът разгромява люксембургския Рюмеланж с 9:0. След успех в реванша с 5:1 югославяните продължават в 1/8-финалите, където обаче отпадат от белгийския Андерлехт.
През 1980 г. Борац изпада в Първа лига и се завръща чак през 1989 г. Края на 80-те години е определян за златния период на клуба. През 1988 г. е спечелена Купата на Югославия след победа с 1:0 на финала срещу гранда Цървена звезда, ставайки единственият втородивизионен отбор с такова достижение. Победният гол е дело на Сенад Лупич. На следващия сезон Борац играе отново в КНК, но отпада още в първия кръг от Металист (Харков). Борац печели първия двубой с 2:0, но е разгромен с 0:4 в реванша.
През 1992 г. Борац печели Митропа в последното издание на турнира, побеждавайки на финала Будапеща ВСК с 5:3 след изпълнение на дузпи.
През 1995 г. тимът напуска Югославската футболна федерация, за да се присъедини към първенството на Република Сръбска, където остава до 2002 г. От сезон 2002/03 се състезава в Премиер лигата на Босна и Херцеговина, като през сезон 2010/11 става шампион на страната.

## Фенове
Основната фенска фракция на Борац е „Лешинари“, основана през 1987 г. Голяма част от привържениците са етнически сърби, като на трибуните често може да се видят сръбски знамена и гербове. Феновете поддържат приятелски отношения с Войводина (Нови Сад).

## Успехи

### Национални
- Купа на Югославия
  - Шампион (1): 1988
- Премиер лига
  - Шампион (2): 2011, 2021
  - Сребърен медал (1): 2022/23
  - 3-то място (2): 2010, 2012
- Купа на Босна и Херцеговина
  - Носител (1): 2010
  - Финалист (3): 2004, 2020/21, 2023/24

### Международни
- Купа Митропа
  - Носител (1): 1992
- Лига на конференциите
  -  1/8 финалист (1): 2024/25